# I am Sam
I am Sam (hangŭl: 아이엠샘, latinizzazione riveduta: A-i em Saem, conosciuta anche come I'm Teacher) è una serie televisiva sudcoreana trasmessa su KBS2 dal 6 agosto al 2 ottobre 2007, basata sul manga giapponese Kyōkasho ni Nai!.

## Trama
Yoo Jae-gon, capo di un'organizzazione malavitosa, è preoccupato per le prospettive future della sua unica figlia, Eun-byul, che si rifiuta di studiare. Quando scopre che l'insegnante di liceo Jang Yi-san riesce a convincere sua figlia a studiare, Jae-gon gli offre un accordo: diventare il tutor privato della ragazza in cambio di un milione di won, ma vivere contemporaneamente con lei; inoltre, pena la morte, Yi-san deve preservare la purezza di Eun-byul e proteggerla da tutti i ragazzi che vorrebbero provarci con lei.

## Personaggi

### Personaggi principali
- Jang Yi-san, interpretato da Yang Dong-geun.
- Yoo Eun-byul, interpretata da Park Min-young.
- Shin So-yi, interpretato da Son Tae-young.
- Yoo Jae-gon, interpretato da Park Jun-gyu.
- Chae Moo-shin, interpretato da T.O.P.

### Altri personaggi
- Min Sa-kang, interpretato da Park Chae-kyung.
- Kim Woo-jin, interpretato da Park Jae-jung.
- Hong Dae-ri, interpretata da Jo Hyang-ki.
- Da-bin, interpretata da Kwak Ji-min.
- Ye-bin, interpretata da Dan Ji.
- Hyo-bin, interpretata da Ban So-young.
- Heo Mo-se, interpretato da Lee Min-ho.
- Han Tae-sung, interpretato da Choi Jae-hwan.
- Kim In-seol, interpretato da Park Chul-ho.
- Kim Hee-chul, interpretato da Kim Yoo-bin.
- Ji Seon-hoo, interpretato da Joo Jong-hyuk.
- Park Nam-kyu, interpretato da Kim Hong-shik.
- Go Dong-sool, interpretato da Yoo Tae-woong.
- Heo Deok-bae, interpretato da Choi Joo-bong.
- Park Han-suk, interpretato da Park Sang-hyun.
- Kang Ha, interpretato da Shin Pyo.

## Colonna sonora
1. Only Me, Only Me (나만나만) – Paran
2. Love You (Orchestration mix) – Byul
3. I Do – Genie
4. Love You – Byul
5. Only Me, Only Me (strumentale)
6. Glorious Day (기분 좋은 하루)
7. Love, Disease of the Heart (사랑, 마음의 병)
8. Fever
9. Running (달리기)
10. Child (아이)